# 29. српска бригада НОВЈ
Двадесетдевета српска бригада НОВЈ формирана је 1. октобра 1944. у селу Мијајлица, код Лесковца. При формирању, имала је три батаљона са око 950 бораца, а крајем 1944. четири батаљона, противтенковску, противавионску и минобацачку чету, и друге приштапске јединице. У фебруару 1945. нарасла је на 3.000 бораца. Од формирања до 1. маја 1945. била је у саставу 47. српске дивизије НОВЈ, кад је расформирана, а њеним људством попуњене јединице Прве армије ЈА.

## Ратни пут бригаде
Бригада је учествовала у борбама за ослобођење Лесковца од 8. до 11. октобра 1944. и у разбијању делова немачке Седме СС дивизије „Принц Еуген“ западно од Ниша на простору Александровац и Југ-Богдановац 14. октобра. Затим је чистила терен од мањих немачких група и четника на простору Лесковац, Лебане, Медвеђа и Бољевац, Соко Бања, Књажевац, Зајечар, Неготин, Хомољске планине.